# فراست‌بایت (موتور بازی)
فراست‌بایت (به انگلیسی: Frostbite) یک موتور بازی است که توسط شرکت DICE، خالق سری بازی‌های بتلفیلد توسعه یافته است. این موتور هم‌اکنون برای استفاده در مایکروسافت ویندوز، پلی‌استیشن ۳، پلی‌استیشن ۴، ایکس‌باکس ۳۶۰ و ایکس‌باکس وان طراحی شده است.

## نسخه‌ها

### فراست‌بایت ۳
فراست‌بایت ۳ (به انگلیسی: Frostbite 3) یکی از جدیدترین موتورهای بازی / گرافیک ساخت شرکت الکترونیک آرتز است. این موتور مجهز به آخرین فناوری‌های گرافیک و ساخت بازی بوده و در بازی میدان نبرد ۴ نقش اصلی را ایفا می‌کند.